# Control (jeu vidéo)
Pour les articles homonymes, voir Control.
Control est un jeu vidéo d'action-aventure finlandais développé par Remedy Entertainment et édité par 505 Games. Il est sorti le 27 août 2019 sur Windows, PlayStation 4 et Xbox One, le 28 octobre 2020 sur Nintendo Switch (en version cloud) et le 2 février 2021 sur Playstation 5 et Xbox Series.
Les évènements du jeu prennent place dans l'Ancienne maison, quartier général du Federal Bureau of Control (FBC), une agence secrète du gouvernement américain chargée de contenir et d'étudier les phénomènes qui violent les lois de la réalité, appelés dans le jeu « phénomènes paranaturels ». Le joueur incarne Jesse Faden qui est à la recherche de son frère Dylan depuis 17 ans. En explorant l'Ancienne Maison, Faden récupère l'Arme de Service qui lui permet de devenir la nouvelle directrice du FBC. Grâce à ses nouvelles capacités lui permettant, entre autres, de projeter des objets ou encore de léviter, elle essaye de repousser The Hiss, une force paranaturelle ayant envahi l'Ancienne Maison.
L'histoire et l'ambiance se basent notamment sur la Fondation SCP et le genre New weird tandis que l'environnement s'inspire de l'architecture brutaliste.
Le jeu dispose de deux extensions : La Fondation et  AWE. Ce dernier officialise le « Remedy Connected Universe » entre les différents jeux du studio puisqu'il marque le retour d'Alan Wake, protagoniste du jeu homonyme paru en 2010. Le 29 juin 2021, un jeu dérivé uniquement multijoueur ainsi qu'une suite ont été annoncés.

## Résumé

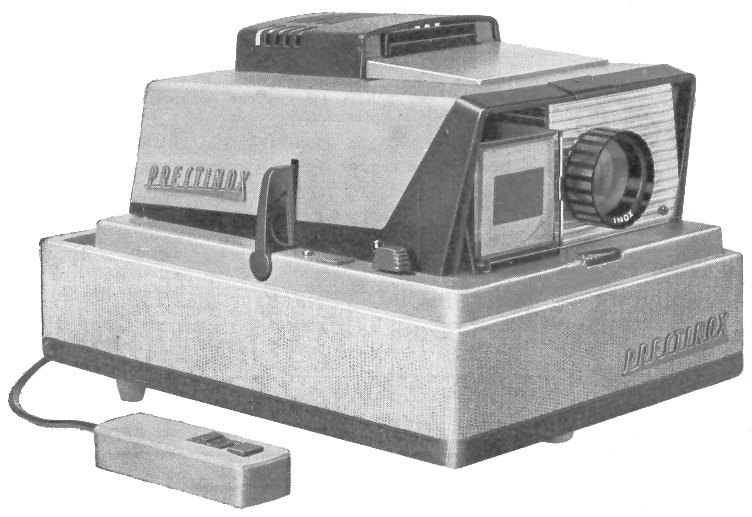
C'est parce qu'il a découvert avec sa sœur Jesse un projecteur de diapositives altéré que Dylan est retenu en captivité par le FBC.

L'histoire se déroule à New York, au cœur d'un bâtiment appelé l'Ancienne Maison qui abrite une agence secrète, le FBC — Federal Bureau of Control —, qui est attaqué par The Hiss, une entité surnaturelle et hostile qui prend possession des employés,.
Le joueur incarne Jesse Faden, qui tente de reprendre le contrôle de la situation et de retrouver son frère Dylan, enlevé par ladite agence il y a 17 ans dans la petite ville d'Ordinary. Alors qu'elle s'empare du revolver, l'Arme de Service, appartenant à l'ancien directeur, Jesse devient bien malgré elle directrice du Bureau. Par la suite, elle obtient divers pouvoirs psychiques, comprenant la télékinésie. Équipée de sa nouvelle arme, Jesse doit résoudre diverses situations dans l'Ancienne Maison tout en combattant The Hiss, déterminé à contrôler notre monde.

## Système de jeu
Control est un jeu d'action-aventure en vue à la troisième personne. La quête principale met en scène la protagoniste dans sa quête pour retrouver son frère tout en repoussant The Hiss, une entité paranaturelle prenant le contrôle des individus. Elle doit notamment purifier certaines zones. Plusieurs personnages non jouables proposent des quêtes secondaires à accomplir. Le joueur doit également résoudre des puzzles. Plusieurs documents parsemés dans l'Ancienne Maison peuvent être collectés afin d'en apprendre plus sur le lore du jeu.

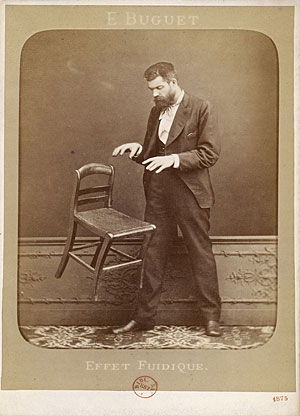
Parmi les pouvoirs de Jesse, celui de faire léviter des objets et de les projeter.

Jesse dispose de plusieurs pouvoirs : elle peut projeter des objets, léviter, créer un bouclier et contrôler un ennemi. Le jeu reprend les codes d'un Metroidvania, certains chemins, lieux, étant inaccessibles sans l'obtention de certains pouvoirs ou d'un badge. Pour se défendre, Jesse dispose également de l'Arme de Service, pouvant prendre six formes différentes et qui se recharge uniquement s'il chauffe trop,. Une fois tués, les ennemis lâchent de la vie, permettant ainsi à Jesse de faire remonter sa barre de santé. Un arbre de compétences permet d'améliorer le personnage, dont ses pouvoirs, tandis que des mods pouvant être récupérés ou construits servent à optimiser l'Arme de Service ainsi que Jesse.
Pour se déplacer, le joueur peut utiliser les ascenseurs et un système de voyage rapide est présent
Le jeu dispose également d'un mode photo.
Le jeu montre également des vidéos et des cinématiques en FMV.

## Développement

### Contexte et annonce du jeu
Control est développé par Remedy Entertainment, un studio finlandais de développement fondé en 1995. Le studio est reconnu pour être à l’origine de la franchise Max Payne ainsi que les titres Alan Wake (2010), Alan Wake's American Nightmare (2012) et Quantum Break (2016), ces derniers étant tous édités par Microsoft à la suite d'un accord passé entre les deux studios. Toutefois, ce partenariat prend fin vers 2017, ce qui permet à Remedy de s'ouvrir à de nouveaux horizons, tel que la PlayStation 4 de Sony. Mikael Kasurinen, qui a travaillé sur le précédent projet de Remedy (Quantum Break), est le directeur du jeu tandis que Sam Lake porte la double casquette de scénariste et directeur créatif,.
Le projet naît sous le nom de code Project 7 (abrégé P7),, et débute avant la sortie de Quantum Break. En outre, l'équipe s'est d'abord concentrée sur la création d'un univers de jeu cohérent avant de lui implémenter un scénario. P7 tourne sur le moteur graphique Northlight, le même utilisé pour Quantum Break.
Remedy a passé un accord avec 505 Games afin qu'il édite le jeu ; en contrepartie d'un investissement de 7,75 millions d'euros, l'éditeur s'occupera du marketing et de la distribution du jeu, et s’octroiera 45 % des parts de ventes,,. À ce moment, P7 est d'ores et déjà prévu sur Windows, PlayStation 4 et Xbox One,. En novembre 2017, le studio renforce ses effectifs en recherchant un game designer,.
Début 2018, P7 obtient une fenêtre de lancement pour 2019, sans pour autant posséder une date de sortie précise.
En juin 2018, le studio profite de l'E3 pour officialiser le titre du jeu ; P7 devient Control,.

### Influences

#### Brutalisme

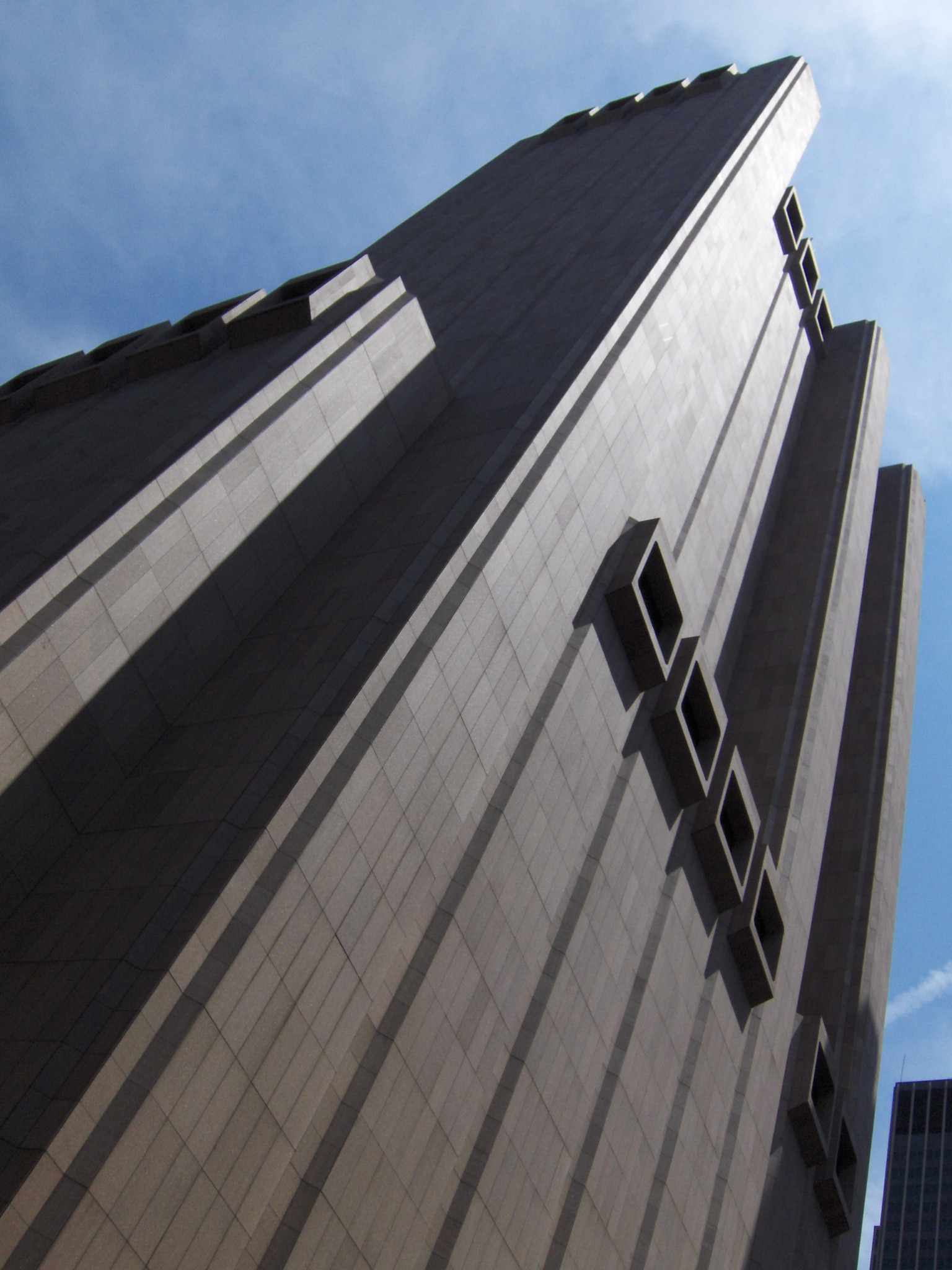
Le gratte-ciel AT&T Long Lines Building est une des principales influences pour bâtir l'Ancienne Maison.

La conception de l'Ancienne Maison reprend le style architectural brutaliste populaire entre les années 1950 et 1970 et utilisé pour la construction de bon nombre de bâtiments gouvernementaux. D'après le World Design Director[Traduire passage] Stuart Macdonald, l'une des principales influences est le gratte-ciel AT&T Long Lines Building situé à New York, mais il cite également l'hôtel de ville de Boston, l'Andrews Building à l'Université de Toronto à Scarborough et le Met Breuer (en).

#### Fondation SCP et New Weird
« Je ne voulais pas avoir à dire aux joueurs les réponses à nos mystères[...] mais tout cela sert l'expérience d'entrer dans le jeu et de comprendre ce qui s'y trouve. Je veux que le jeu vous hante un peu : certaines choses que vous voyez n'ont aucun sens et ça vous trotte dans la tête pendant un moment. »
— Mikael Kasurinen, Interview avec www.videogameschronicle.com
Pour l'aspect bureaucratique du FBC, le site Fondation SCP est la principale inspiration. Ce dernier est à la fois un site d'écriture collaborative et une organisation secrète fictive chargée de cacher l'existence des phénomènes surnaturels, appelés « SCP ». Le jeu reprend notamment la présentation sous forme de rapports intradiégétiques des objets de pouvoir et objets altérés dans lesquelles se trouvent également le moyen de les contenir. Certains de ses objets sont même fortement inspirés par ceux de la Fondation SCP. Mikael Kasurinen mentionne également les séries X-Files, Twin Peaks et Buffy contre les vampires.

Logo de la Fondation SCP.

Pour Pierce, organisateur communautaire de la Fondation SCP, c'est le meilleur jeu sur la fondation possible. Pour lui, Control capture le ton qui donne envie à des personnes comme moi de revenir vers la communauté. Il explique en détails : « J'ai juste eu ce sentiment chaleureux et flou tout au long du jeu, en voyant l'influence culturelle de quelque chose que j'ai passé huit ans de ma vie à faire comme un passe-temps[...]Je pense qu'en toute honnêteté, on leur a clairement donné l'inspiration, mais ils sont partis dans leur propre direction. Ils en ont fait quelque chose que nous n'aurions pas pu faire en mille ans. »,.
Pour traiter de la gestion du surnaturel par des personnages se trouvant dans un univers se voulant réaliste, Kasurinen cite les œuvres de David Lynch, Stanley Kubrick ou encore les romans Southern Reach (en). Du côté des jeux vidéo, il mentionne les nombreux non-dits de la franchise Dark Souls, obligeant les joueurs à réfléchir par eux-mêmes sur les différentes situations.
Le jeu explore le genre du New weird. Les objets ordinaires devenus altérés ou encore l'émission d'animation en volume The Threshold Kids mettant en scènes des marionnettes inquiétantes sont des exemples de l'utilisation du New Weird.
Pour Brooke Maggs, narrative designer, « il ne s'agit pas de vous horrifier ou de présenter le visage de l'horreur. Lorsque nous découvrons le New Weird, nous pouvons ressentir de la peur, mais je dirais qu'il y a plus un sentiment de crainte, quelque chose de trop grand pour être expliqué, trop insaisissable pour être pleinement compris, ce qui est terrifiant et beau [...] Le New Weird est un genre qui explore quelque chose de sinistre sans vous le montrer directement. Il ne vous montre que des aperçus. Vous voulez tout voir[...] mais cela n'est jamais révélé »,.
Pour mieux impliquer les joueurs, aucun marqueur pour guider vers l'objectif n'est affiché.

### Moteur de jeu
Remedy a remplacé son Moteur physique, passant d'Havok à PhysX.

### Audio
Pour donner vie aux personnages, les comédiens ont prêté leurs visages en plus de leurs voix[réf. nécessaire]. Le jeu reprend plusieurs comédiens des précédentes productions du studio. Ainsi, Courtney Hope, apparue dans le rôle de Beth Wilder dans Quantum Break, incarne le personnage principal Jesse Faden. Elle n'est pas le seul retour du jeu, puisque Sean Durrie qui y joue Nick Marsters interprète Dylan Faden.

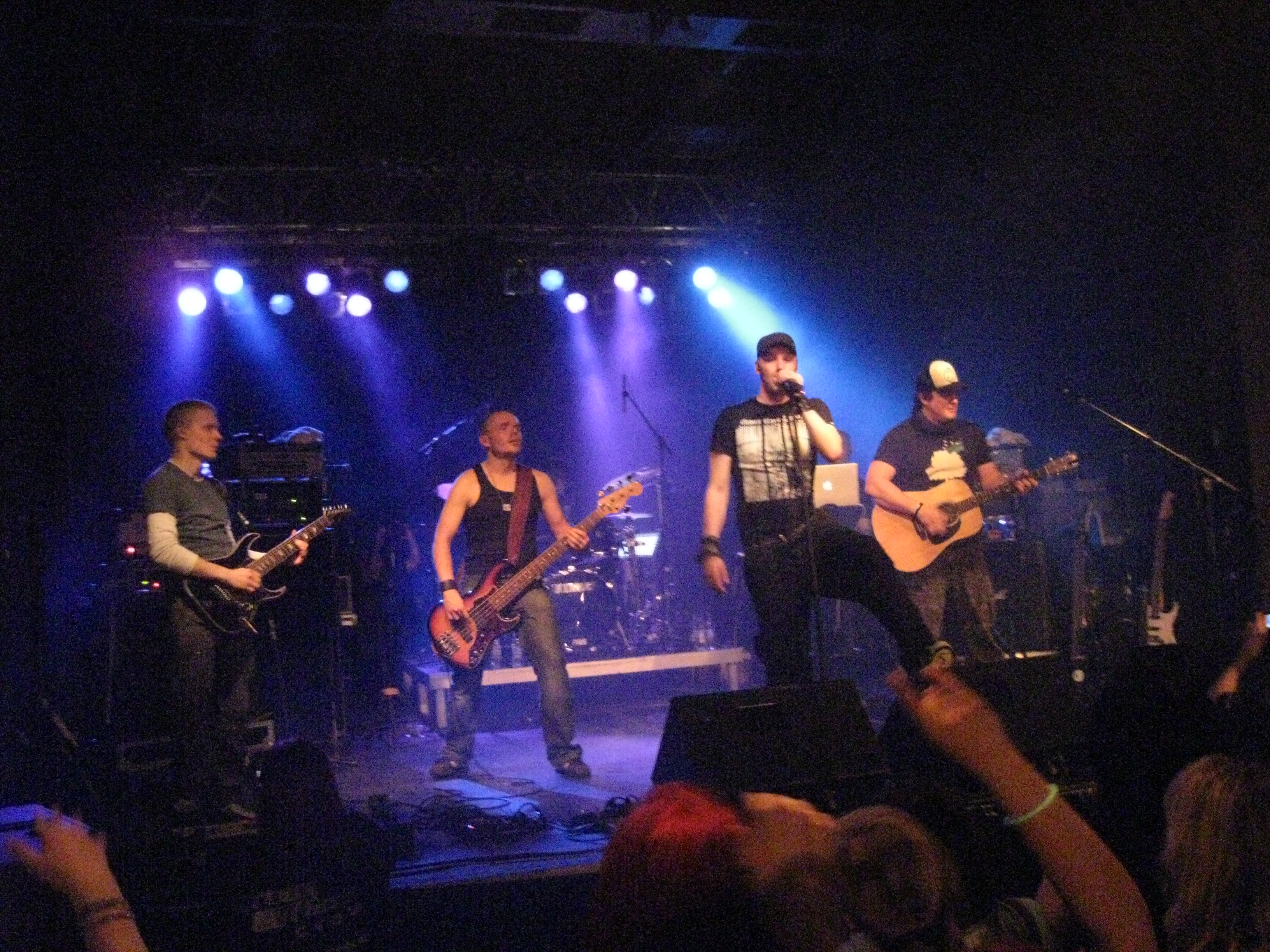
Le groupe de rock finlandais Poets of the Fall collabore depuis de nombreuses années avec le studio.

Interprète vocal d'Alan Wake dans le jeu homonyme, Matthew Porretta reprend le personnage et incarne le Dr Casper Darling. Il ne prête pas uniquement sa voix au personnage et apparait en chair et en os durant des vidéos. James McCaffrey, qui prête sa voix au rôle-titre de la trilogie Max Payne ainsi qu'à Thomas Zane dans Alan Wake, joue ici le directeur Zachariah Trench.
Antonia Bernath tient le rôle de l'assistante de recherche Emily Pope et Martti Suosalo celui du concierge Ahti. Enfin, le reste de la distribution comprend Brig Bennett (Helen Marshall), Ronan Sommers (Simon Arish), Charlotte Randle (Raya Underhill) et Derek Hagen (Frederick Langston).
Le jeu comprend également un caméo audio d'Hideo Kojima et de son traducteur Aki Saito, le premier s'exprimant en japonais.
La bande originale est composée par Petri Alanko et Martin Stig Andersen (en).
Comme pour Max Payne 2 et Alan Wake, le groupe Poets of the Fall — sous le pseudonyme Old Gods of Asgard — compose plusieurs chansons. Ils ont ainsi composé la chanson Take Control présente durant le niveau du Labyrinthe du cendrier ainsi que la chanson My Dark Disquiet,.
Un tango composé par Alanko et écrit par Lake est chanté en finnois par Martti Suasalo (en). Matthew Porretta chante également la chanson Dynamite durant une scène.

## Accueil et distinctions

### Accueil

#### Critiques globales
Control est un jeu qui fut, en globalité, très bien reçu. Surtout félicité pour ses innovations de gameplay et sa conception de niveau sans délaisser la narration, questionnant autour du surnaturel et du sens que nous y mettons.
L'ancienne Maison et son ambiance
L'ambiance est la principale force du jeu. C'est l'Ancienne Maison qui a particulièrement marquée : « le meilleur personnage[...] c'est son bâtiment. Un gratte-ciel suintant de brutalisme, presque entièrement vêtu de béton et bourré d'idées en matière de direction artistique et d'architecture » explique  Noddus de Gamekult. De même pour Logan de Jeuxvideo.com : « La brutalité et la simplicité apparente des lieux cohabitent avec l’étrange pour donner vie à un vaste et majestueux dédale de salles et de couloirs aux ambiances variées. ».
Pour Polygon : « L'Ancienne Maison est conçue dans l'imposant béton apparent de l'architecture brutaliste. Ce béton [...]devrait être ennuyeux, mais les développeurs finlandais de Remedy le rendent fascinant [...] Rien dans l'environnement ne devrait être attrayant, et certainement pas beau, mais même les plus petits détails semblent bourdonner avec un but et une vie secret ». Selon Kotaku, l'Ancienne Maison est « la véritable star » du jeu.
Pour IGN : « Le charme des lieux provient en grande partie du casting éclectique de Control [...] chaque personnage s’avère original et semble tout à fait à sa place au sein de l’Ancienne Maison ».
La plupart des rédacteurs constatent l'influence de David Lynch,,,,.
Combats et puzzles
Le rédacteur de Polygon juge les combats « explosifs » et « satisfaisants », même s'il regrette néanmoins le manque d'un système de couverture (en).
Pour Logan de Jeuxvidéo.com : « La prise en main déconcertante de facilité des aptitudes paranormales et de l’Arme de Service insuffle un sentiment enivrant de puissance et de maîtrise. Il est véritablement grisant de fondre sur The Hiss sous une pluie de débris et d’effets visuels ». Pour l'intelligence artificielle, il explique que si elle n'est pas brillante, l'agressivité des ennemis et leur nombre compensent ce problème. Quant aux puzzles, « ils ajoutent une touche fort appréciable de réflexion dans ce jeu de tir à la troisième personne ».
Pour Le Monde : « C’est là la particularité de Jesse Faden [...] des combats chorégraphiques, très impressionnants vus de l’extérieur mais étonnamment aisés à exécuter. On a vite fait de se prendre pour un réalisateur de film d’action hollywoodien, privilégiant le beau geste et le coup d’éclat à l'efficacité. ».

#### Ventes
En décembre 2020, le studio annonce que le jeu s'est vendu à deux millions d'exemplaire.

### Distinctions
Le jeu est récompensé par pas moins de 80 prix et nommé pour 14 distinctions.
Nommé dans plusieurs catégories des The Game Awards 2019, Control repart vainqueur dans la catégorie Meilleure direction artistique,. Il en est de même durant la seizième cérémonie (en) des British Academy Video Games Awards qui voit uniquement le sacre de Martti Suosalo (en) dans la catégorie meilleure performance dans un second rôle,. Le jeu est l'un des grands gagnants de la 23e cérémonie (en) des DICE Awards, avec des victoires dans les catégories Meilleure direction artistique, Meilleure réalisation, Meilleure musique originale et Jeu d'action de l'année. Il laisse échapper le prix du Jeu de l'année qui est décerné à Untitled Goose Game.
| Année | Prix                                                      | Catégorie                                                       | Résultat   | Ref    |
| ----- | --------------------------------------------------------- | --------------------------------------------------------------- | ---------- | ------ |
| 2018  | Golden Joystick Awards                                    | Most Wanted Game                                                | Nomination | [ 60 ] |
| 2019  | Game Critics Awards                                       | Meilleur jeu original                                           | Nomination | [ 61 ] |
| 2019  | Game Critics Awards                                       | Meilleur jeu PC                                                 | Nomination | [ 61 ] |
| 2019  | Game Critics Awards                                       | Meilleur jeu action / aventure                                  | Nomination | [ 61 ] |
| 2019  | Golden Joystick Awards                                    | Best Storytelling                                               | Nomination | ,      |
| 2019  | Golden Joystick Awards                                    | Best Visual Design                                              | Nomination | ,      |
| 2019  | Golden Joystick Awards                                    | Best Audio                                                      | Nomination | ,      |
| 2019  | Golden Joystick Awards                                    | Critics' Choice Award                                           | Lauréat    | ,      |
| 2019  | Golden Joystick Awards                                    | Ultimate Game of the Year                                       | Nomination | ,      |
| 2019  | Titanium Awards                                           | Jeu de l'année                                                  | Nomination | [ 65 ] |
| 2019  | Titanium Awards                                           | Best Art                                                        | Nomination | [ 65 ] |
| 2019  | Titanium Awards                                           | Best Game Design                                                | Nomination | [ 65 ] |
| 2019  | Titanium Awards                                           | Best Narrative Design                                           | Nomination | [ 65 ] |
| 2019  | Titanium Awards                                           | Best Adventure Game                                             | Nomination | [ 65 ] |
| 2019  | Titanium Awards                                           | Best Soundtrack (Petri Alanko)                                  | Nomination | [ 65 ] |
| 2019  | The Game Awards 2019                                      | Jeu de l'année                                                  | Nomination | ,      |
| 2019  | The Game Awards 2019                                      | Meilleure réalisation                                           | Nomination | ,      |
| 2019  | The Game Awards 2019                                      | Meilleure narration                                             | Nomination | ,      |
| 2019  | The Game Awards 2019                                      | Meilleure direction artistique                                  | Lauréat    | ,      |
| 2019  | The Game Awards 2019                                      | Meilleur design audio                                           | Nomination | ,      |
| 2019  | The Game Awards 2019                                      | Meilleure performance d'acteur (Courtney Hope)                  | Nomination | ,      |
| 2019  | The Game Awards 2019                                      | Meilleure performance d'acteur (Matthew Porretta)               | Nomination | ,      |
| 2019  | The Game Awards 2019                                      | Meilleur jeu d'action / aventure                                | Nomination | ,      |
| 2020  | New York Game Awards                                      | Great White Way Award for Best Acting in a Game (Courtney Hope) | Lauréat    | [ 68 ] |
| 2020  | Visual Effects Society Awards                             | Meilleur effet spéciaux dans un projet en temps réel            | Lauréat    | ,      |
| 2020  | 23e cérémonie (en) des DICE Awards                        | Jeu de l'année                                                  | Nomination | .      |
| 2020  | 23e cérémonie (en) des DICE Awards                        | Meilleure direction artistique                                  | Lauréat    | .      |
| 2020  | 23e cérémonie (en) des DICE Awards                        | Meilleur personnage (Jesse Faden)                               | Nomination | .      |
| 2020  | 23e cérémonie (en) des DICE Awards                        | Meilleure r&alisation                                           | Lauréat    | .      |
| 2020  | 23e cérémonie (en) des DICE Awards                        | Meilleure musique originale                                     | Lauréat    | .      |
| 2020  | 23e cérémonie (en) des DICE Awards                        | Meilleur scénario                                               | Nomination | .      |
| 2020  | 23e cérémonie (en) des DICE Awards                        | Meilleur technique                                              | Nomination | .      |
| 2020  | 23e cérémonie (en) des DICE Awards                        | Jeu d'action de l'année                                         | Lauréat    | .      |
| 2020  | NAVGTR Awards                                             | Game of the Year                                                | Nomination | ,      |
| 2020  | NAVGTR Awards                                             | Animation, Technical                                            | Lauréat    | ,      |
| 2020  | NAVGTR Awards                                             | Art Direction, Contemporary                                     | Lauréat    | ,      |
| 2020  | NAVGTR Awards                                             | Control Design, 3D                                              | Lauréat    | ,      |
| 2020  | NAVGTR Awards                                             | Direction in a Game Cinema                                      | Lauréat    | ,      |
| 2020  | NAVGTR Awards                                             | Game, Original Action                                           | Nomination | ,      |
| 2020  | NAVGTR Awards                                             | Graphics, Technical                                             | Lauréat    | ,      |
| 2020  | NAVGTR Awards                                             | Lighting/Texturing                                              | Lauréat    | ,      |
| 2020  | 20e cérémonie (en) des Game Developers Choice Awards      | Game of the Year                                                | Nomination | ,      |
| 2020  | 20e cérémonie (en) des Game Developers Choice Awards      | Best Audio                                                      | Lauréat    | ,      |
| 2020  | 20e cérémonie (en) des Game Developers Choice Awards      | Best Narrative                                                  | Nomination | ,      |
| 2020  | 20e cérémonie (en) des Game Developers Choice Awards      | Best Technology                                                 | Lauréat    | ,      |
| 2020  | 20e cérémonie (en) des Game Developers Choice Awards      | Best Visual Art                                                 | Lauréat    | ,      |
| 2020  | SXSW Gaming Awards                                        | Video Game of the Year                                          | Nomination | ,      |
| 2020  | SXSW Gaming Awards                                        | Most Promising New Intellectual Property                        | Nomination | ,      |
| 2020  | SXSW Gaming Awards                                        | Excellence in Art                                               | Nomination | ,      |
| 2020  | SXSW Gaming Awards                                        | Excellence in Design                                            | Lauréat    | ,      |
| 2020  | SXSW Gaming Awards                                        | Excellence in Narrative                                         | Nomination | ,      |
| 2020  | SXSW Gaming Awards                                        | Excellence in Technical Achievement                             | Nomination | ,      |
| 2020  | SXSW Gaming Awards                                        | Excellence in Visual Achievement                                | Nomination | ,      |
| 2020  | 16e cérémonie (en) des British Academy Video Games Awards | Meilleur jeu                                                    | Nomination | ,      |
| 2020  | 16e cérémonie (en) des British Academy Video Games Awards | Meilleur Game Design                                            | Nomination | ,      |
| 2020  | 16e cérémonie (en) des British Academy Video Games Awards | Meilleure animation                                             | Nomination | ,      |
| 2020  | 16e cérémonie (en) des British Academy Video Games Awards | Meilleure direction artistique                                  | Nomination | ,      |
| 2020  | 16e cérémonie (en) des British Academy Video Games Awards | Meilleur son                                                    | Nomination | ,      |
| 2020  | 16e cérémonie (en) des British Academy Video Games Awards | Meilleure musique                                               | Nomination | ,      |
| 2020  | 16e cérémonie (en) des British Academy Video Games Awards | Meilleure histoire                                              | Nomination | ,      |
| 2020  | 16e cérémonie (en) des British Academy Video Games Awards | Jeu le plus original                                            | Nomination | ,      |
| 2020  | 16e cérémonie (en) des British Academy Video Games Awards | Meilleure performance dans un rôle principal (Courtney Hope)    | Nomination | ,      |
| 2020  | 16e cérémonie (en) des British Academy Video Games Awards | Meilleure performance dans un second rôle (Martti Suosalo)      | Lauréat    | ,      |
| 2020  | 16e cérémonie (en) des British Academy Video Games Awards | Meilleure innovation technique                                  | Nomination | ,      |
| 2020  | 18th Annual G.A.N.G. Awards                               | Best Dialogue                                                   | Nomination | [ 79 ] |
| 2020  | 18th Annual G.A.N.G. Awards                               | Best Original Instrumental                                      | Nomination | [ 79 ] |
| 2020  | 18th Annual G.A.N.G. Awards                               | Best Original Soundtrack Album                                  | Nomination | [ 79 ] |
| 2020  | 18th Annual G.A.N.G. Awards                               | Best Audio Mix                                                  | Nomination | [ 79 ] |
| 2020  | Steam Awards                                              | Gameplay le plus innovant                                       | Nomination | [ 80 ] |

## Postérité

### Contenus téléchargeables

#### La Fondation
Le contenu téléchargeables La Fondation est sorti le 26 mars 2020. L'extension nécessite de terminer le jeu de base avant de pouvoir la commencer.
Après avoir reçu un appel du Comité, Jesse part explorer les fondations de l'Ancienne Maison. Cette nouvelle zone est divisée en 4 zones reliées entre elles par un hub, lieu où se trouve un monolithe appelé le Clou. Jesse doit reformer le Clou dont l'endommagement menace l'Ancienne Maison et doit également découvrir ce qu'il est arrivé à Helen Marshall,.
Jesse dispose de deux pouvoirs supplémentaires : Elle peut manipuler des cristaux pour en faire des plateformes et les détruire en leur tirant dessus.

#### AWE
Alors que le jeu de base multiplie les références à Alan Wake, cet extension sortie le 27 août 2020 fait la jonction entre les deux franchises de Remedy,,.
Après avoir vue une vision spectrale d'Alan Wake, Jesse se dirige vers le Secteur des Enquêtes - nouvelle zone disponible - et doit traquer le psychiatre Emil Hartman, personnage secondaire dˈAlan Wake ayant été altéré par The Darkness et The Hiss,. De nombreuses références aux évènements de Bright Falls et de Cauldron Lake ainsi qu'aux personnages qui y sont liées comme Alice Wake sont présentes,. De nouvelles « missions nettoyage » d'Ahti ont été ajoutées.
L'Arme de Service glane une nouvelle forme, pouvant maintenant devenir un lance mine appelé Surge et Jesse peut lancer trois objets simultanément,. Via deux bornes d'arcade, il est possible de faire un mode contre la montre et survie ainsi que de refaire les boss et le Labyrinthe du Cendrier. Une nouvelle tenue est également disponible.
Globalement, si l'idée de lier les deux univers a été appréciée, sa mise en œuvre, consistant principalement à une multitude de documents à lire et d'enregistrements à écouter, et le peu de temps de présence d'Alan Wake, est décevant pour plusieurs rédacteurs qui semblent jouer à un teasing d'un prochain jeu mettant en scène l'écrivain qu'à une vraie extension,,. De même pour les puzzles et les nouveaux objets altérés qui sont jugés beaucoup trop simples et décevants,. L'originalité du contenu est également décriée, les zones reprenant le style brutalisme du jeu de base, là où La Fondation propose un autre environnement,. Les combats contre Emil Hartman font partie des meilleurs moments du contenu, ceux-ci reprenant notamment la mécanique de la gestion de la lumière d'Alan Wake,.

### Suites
Le 29 juin 2021, deux nouveaux jeux ont été annoncés. Le premier est un jeu dérivé multijoueur ayant pour nom de code « Condor » et le second est annoncé comme étant une suite.
Le 17 octobre 2024, durant la Xbox Partner Preview, Remedy dévoile le nom officiel du projet « Condor », FBC: Firebreak, et partage les premières images du titre.